# Pollinkhove
|  | Per a altres significats, vegeu « Polincove». |

Pollinkhove és un nucli del ciutat de Lo a la província Flandes Occidental de Bèlgica. El 2006 tenia uns 620 habitants en una superfície de 1382 hectàrees. El Lovaart separa el nucli de la ciutat de Lo, desemboca al llogaret Fintele en l'IJzer qui forma la frontera meridional. Al conflent del canal i del riu es troba hi ha una resclosa llistat com a monument.

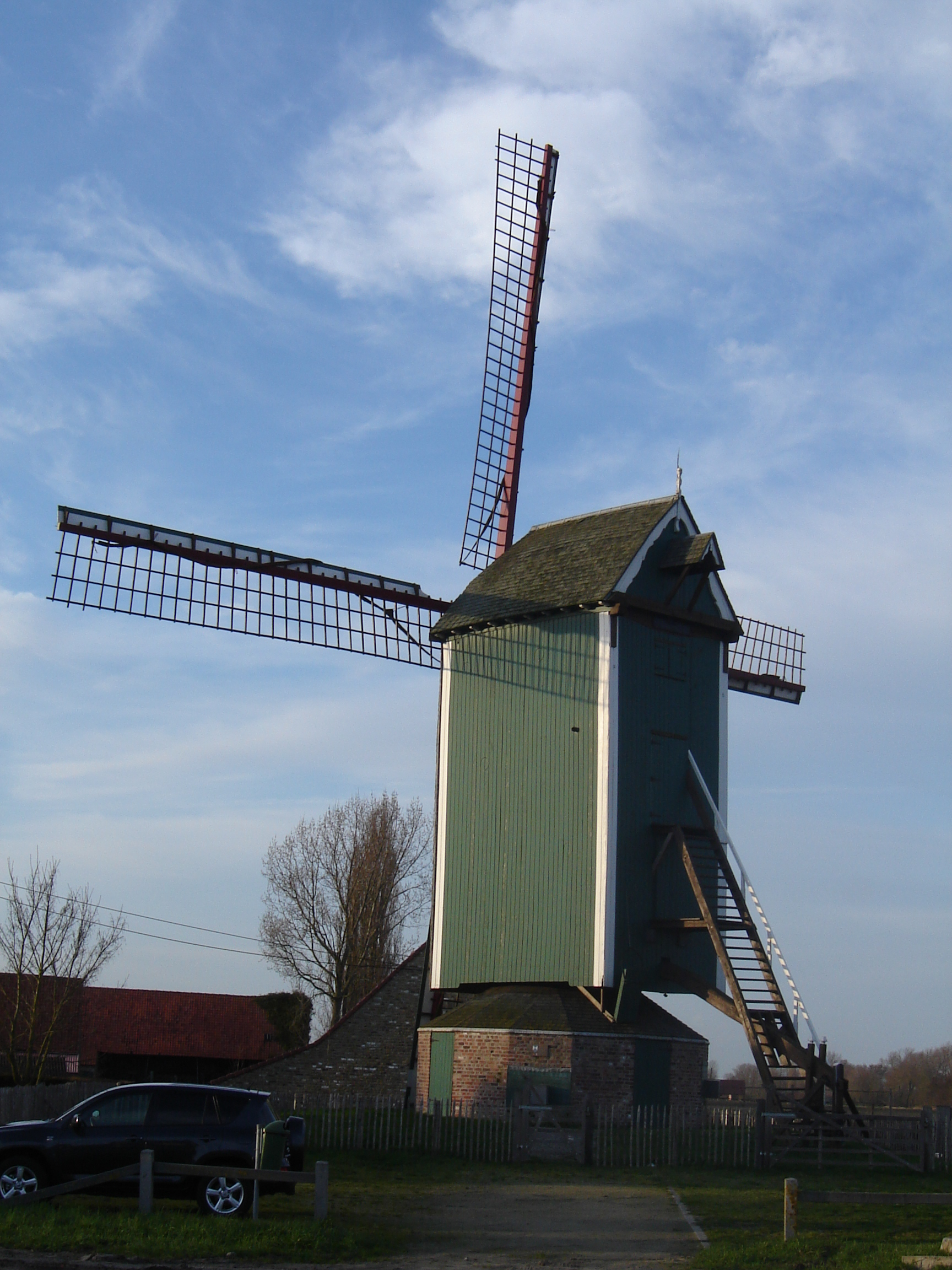
Markeymolen

El nom provindria d'una arrel germànic Pollinga Hove el que significa mas de la família de Pollo o Polling; una altra hipòtesi seria Apollinis Curtis, com que hi havia un camp romà molt prop a Hoogstade. El primer esment escrit Pollinghehove data del 1069 o 1112 segons les fonts.
A l'edat mitjana feia part, un cert Adelfried hauria donat el conjunt de Pollinkhove, Lampernisse i Alveringem a Audomarus, bisbe de Terwaan, que va donar-la aquest conjunt, nomenat des d'aleshores el Franc de Sint-Omaars a l'Abadia de Sant Bertí de Saint-Omer, que va tenir un paper important en la pòlderització de la zona. De la diòcesi de Thérouanne, passà el 1591 a la d'Ieper, el 1801 a la de Gant i el 1834 a la de Bruges.
El 1325, Nicolau Zannekin i va posseir un mas (El Hof van Pollinkhove) i el dret del peatge a la confluència del Lovaart i de l'IJzer. A la segona meitat del segle xvii, el poble padeix de la guerra entre França i Espanya i el 1668 està annexat per França. Tornà als Habsburguesos i els Països Baixos austríacs el 1713. El 1780 es construeix la carretera Veurne-Ieper, de la qual subsisteix el pont original.

## Llocs d'interès
- L'església gòtica dedicada a Bartomeu apòstol amb un campanar del segle xvi de 65 m.
- El Machuitschans, un monument commemoratiu de la Batalla del Machuitbeek a l'inici de la revolució francesa al qual van morir 12 Pollinkhovencs.
- El Markeymolen, un molí a vent al marge del Lovaart
- El molí De Margriet
- El llogaret De Fintele i la resclosa del Lovaart a la seva desembocadura amb l'IJzer.

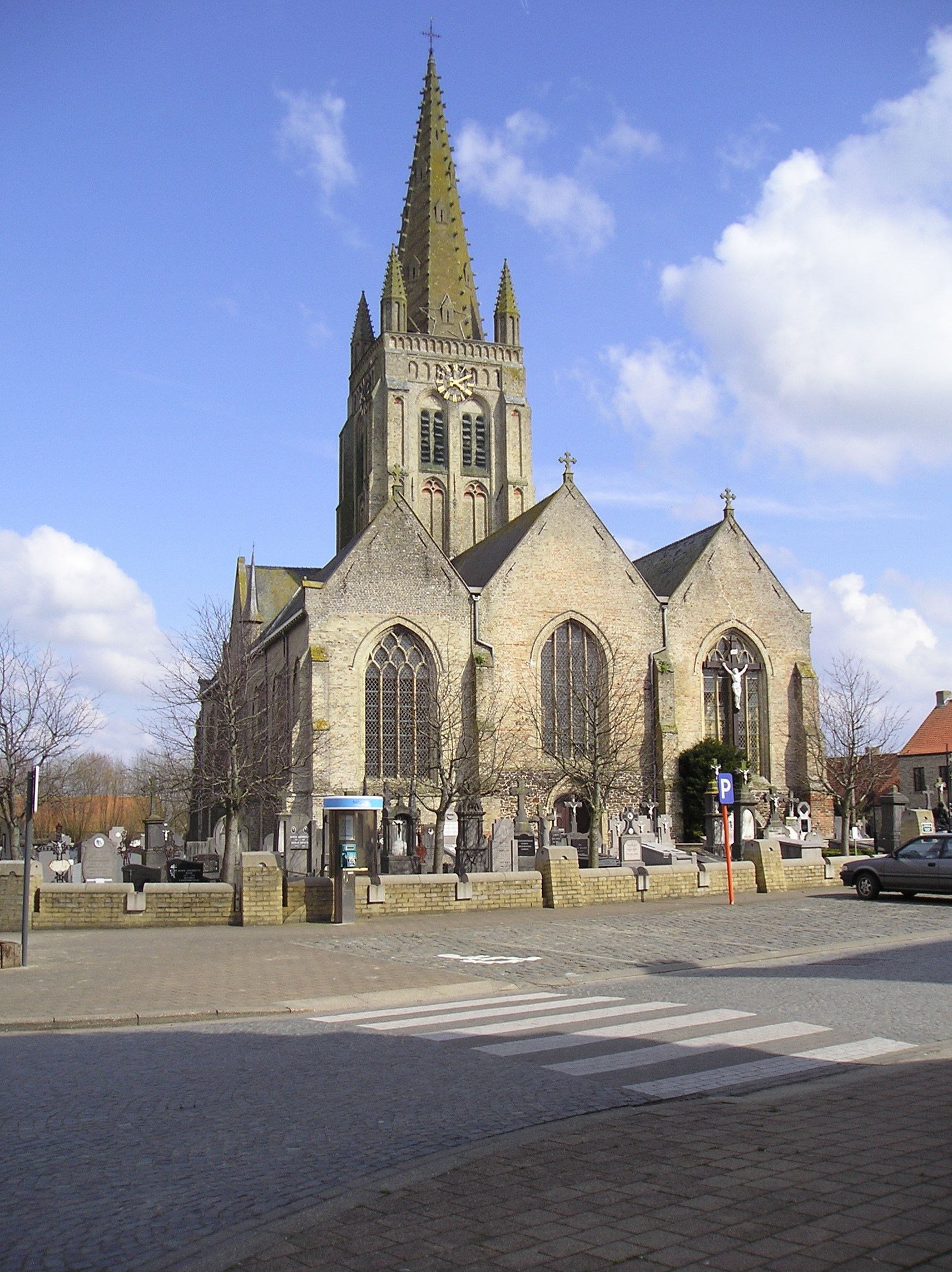
Església de Sant Bartomeu
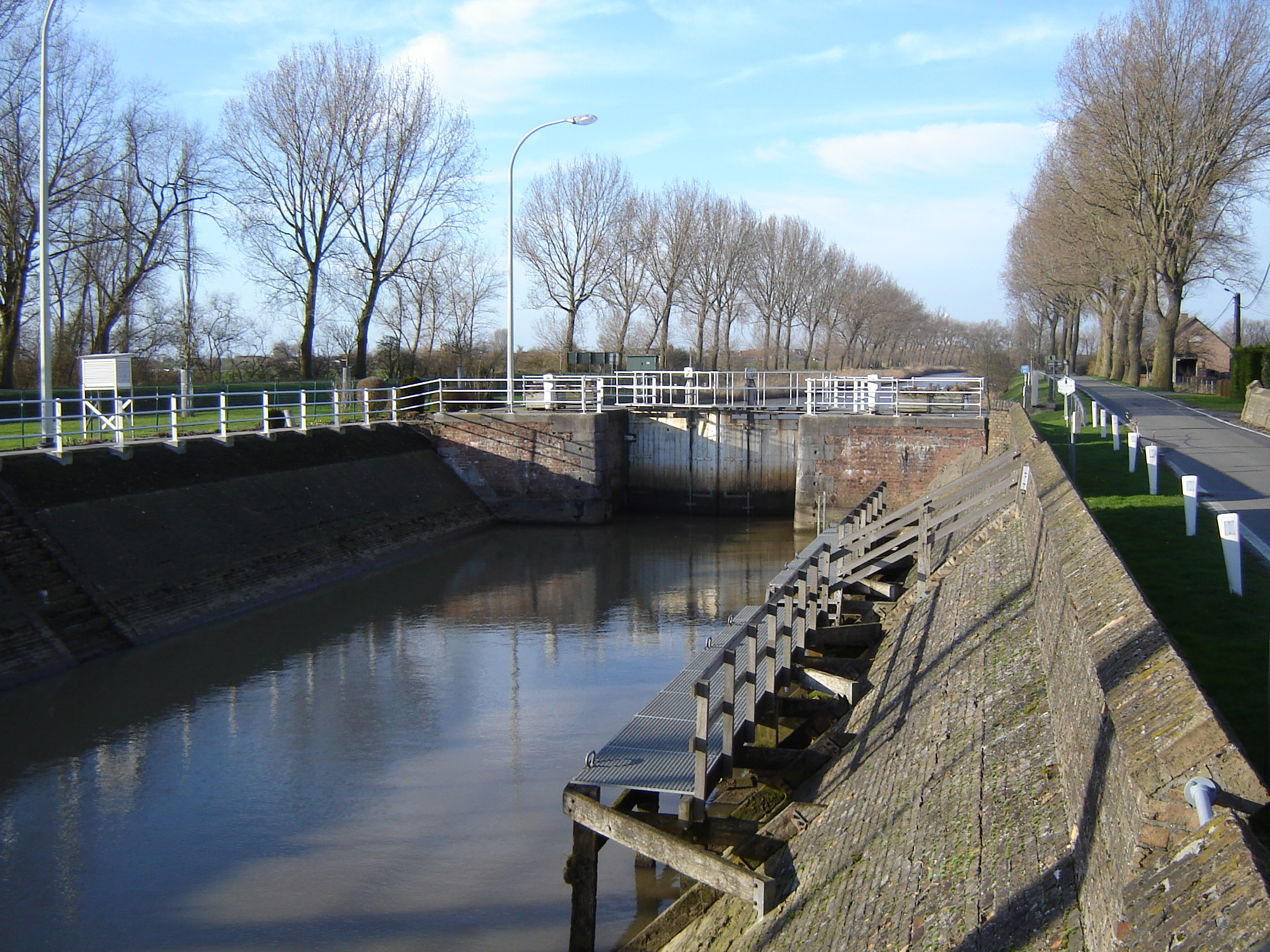
Resclosa
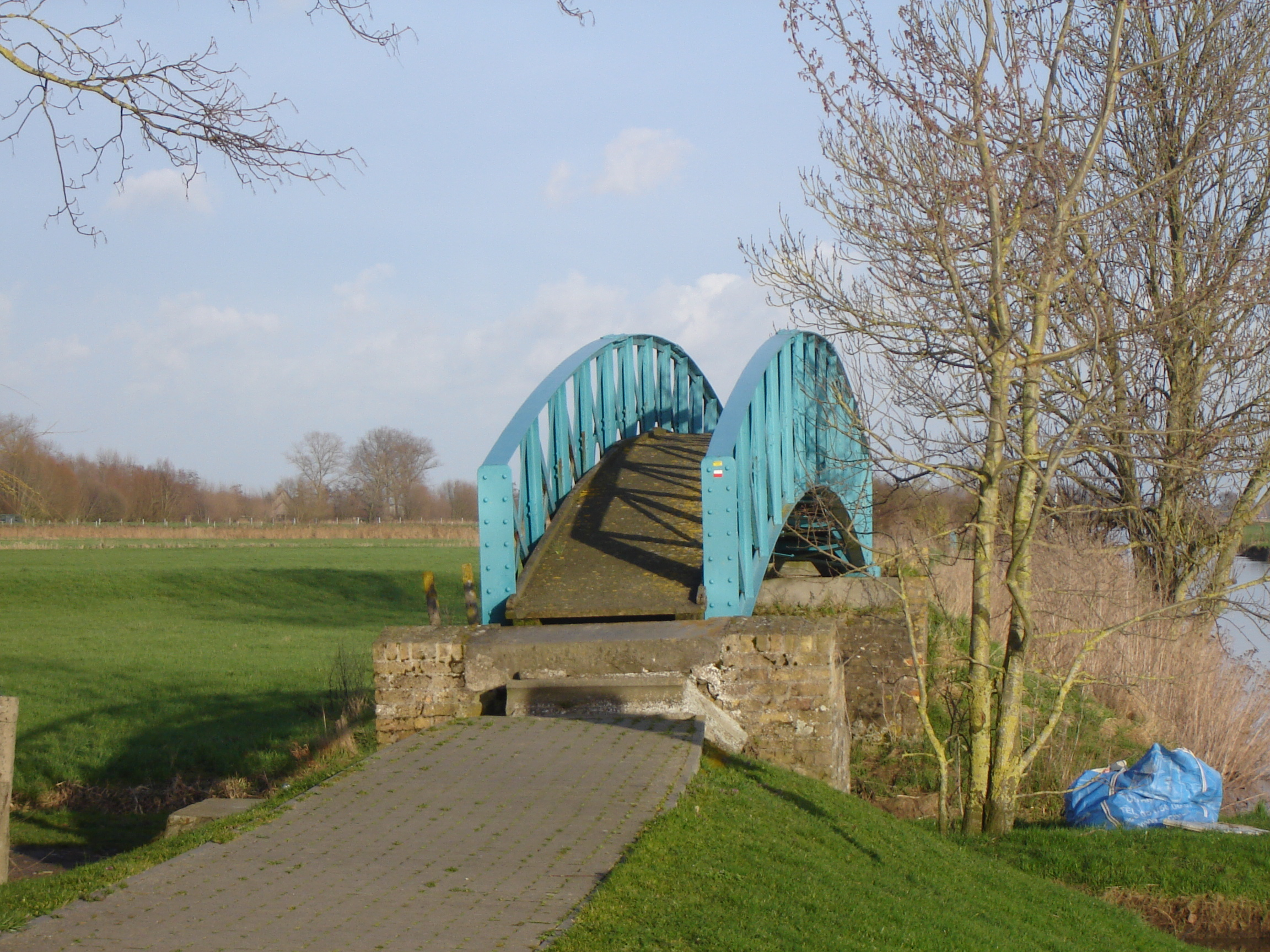
Pont per a vianants a l'IJzer